# 似是故人來
《似是故人來》是1991年香港電影《雙鐲》的主題曲，由梅艷芳主唱、羅大佑作曲監製、花比傲編曲、林夕填詞，先後收錄於合輯《皇后大道東》及梅艷芳的專輯《The Legend of the Pop Queen》中。無線電視曾推出MV，潘裕佳編導，剪輯梅艷芳在無線節目演出的舊片段。

## 背景
作曲和監製羅大佑說這首歌在音樂工廠創辦之初的艱難時期所創作，當時他不停為電影寫歌和配樂賺錢，女主唱梅艷芳則是朋友所引薦。錄音當日梅艷芳遲到兩個半小時，但用了四十五分鐘就錄好歌。
填詞人林夕曾撰文憶述填詞的經過，表示限制很大，首先他接活時只知道電影結局一幕，所以林夕只描寫抽象的情感而非畫面，因怕搭配不上電影的實際內容。其次詞風要有中國「小調」的味道，但樂句太長，他只敢用淺近的文言，因擔心聽眾難以消化。為配合流行樂界的尺度和梅艷芳的形象，要寫同性戀卻不能太明顯，歌詞亦不能「填得太俗」。

## 其他製作人員
| - 古箏：鄭文 - 中國笛：譚寶碩 | - 弦樂：花比傲 - 弦樂協調組：Larry Deaming - 其餘所有樂器演奏：花比傲 | - 和音：張偉文、雷有曜、雷有輝、鄧建明 - 錄音：朱偉文、袁家楊、陶贊新 - 混音：朱偉文 |

## 歌曲特徵
以中國五聲音階寫成，120 BPM，結構為AABAABAA。

A段旋律起伏不大，伴奏以古箏為主，後來加入了男合唱和聲。

B段音程及弦樂音型跳動變大，加上合唱和聲，成為全曲一大高潮。接著出現笛子的過門，演奏A段的旋律。人聲樂段BAA反覆一遍後，進入梅艷芳的無詞哼唱，並以非主音「E」收結。
歌詞方面則運用了重複詞、對比詞、排比詞及疊字等修辭。

## 評價

### 樂曲
樂評人黃志華認為其旋律雖然優美，但句構四平八正、「稍拘謹」，好處是易記，缺點是「欠靈動」。
前香港中文大學音樂系教授余少華指樂曲「結構和長度上…具規模，在曲體上已擺脫用得過濫的AABA」，並讚賞「天意茫茫」一句的張力、無詞哼唱的尾聲「餘音裊裊……叫唱者與聽者低迴不已」。

### 歌詞
詞評人朱耀偉讚揚歌詞「情真意切」，且多處化用詩詞的修辭而無堆砌之感。
黃志華評歌詞在形式上「不但音節美妙，在句意上也常能當句即生頓挫，又或是層遞式的把意境拉闊、收窄，變化多端……」；內容則「基本是回憶和思念，但由於其描寫的時空不斷變化，所以絕不呆板。」
嶺南大學社區學院講師區肇龍：「整首詞十分工整，用字有意重複而不覺累贅，點明「你」和「我」本是一雙一對，卻無奈分開的命運。敘事抒情足夠，惟略欠意境。」

## 香港派台成績
| 派台成績            | 派台成績   | 派台成績 | 派台成績 | 派台成績 | 派台成績 | 派台成績 |
| ------------------- | ---------- | -------- | -------- | -------- | -------- | -------- |
| 唱片                | 歌曲       | 903      | RTHK     | 997      | TVB      |          |
| 1991年              |            |          |          |          |          |          |
| 音樂工廠·皇后大道東 | 似是故人來 | 1        | 1        |          |          |          |

## 獎項榮譽
- 第十一屆香港電影金像獎 - 最佳電影歌曲
- 第十四屆十大中文金曲得獎名單 - 最佳中文(流行)歌詞獎
- 2011年：「麥王爭霸－30年30曲粵語金曲」之一（由大眾投票產生）[11]

## 其他版本
| 年份 | 歌手   | 出處                            | 備註                                                                |
| ---- | ------ | ------------------------------- | ------------------------------------------------------------------- |
| 1991 | 鳳飛飛 | 羅大佑的專輯《原鄉》            | 更名為《牽成阮的愛》，閩南語歌，由李坤城和王武雄填詞。              |
| 2004 | 梅艷芳 | 羅大佑的04'香港搞搞真意思演唱會 | 播出原人聲部分並即席重編曲伴奏                                      |
| 2013 | 何韻詩 | 梅艷芳致敬專輯《Recollections》 | 馮翰銘編曲；MV（關錦鵬導演）的官方Youtube連結（页面存档备份，存于） |
| 2019 | hyukoh |                                 | Netflix華語劇《罪夢者》主題曲，由林夕重新填上國語詞。               |